# معركة وادي الدوم
معركة وادي الدوم هي معركة بين القوات المسلحة الليبية وقوات تشاد المسلحة، دارت رحاها يوم 22 مارس 1987 وقتل فيها 1,269 جندياً ليبياً وأسر 438 كان من بينهم العقيد خليفة حفتر والمقدم عبد الله الشيخي.
وأيضاً 274 جندياً قتلوا وأسر 16 في معركة فايا لارجو يوم 27 مارس 1987.
كما انه هناك العشرات ممن قتلوا في مناطق أخرى وتاه العشرات في الصحراء وماتوا عطشا، ومات العديد من الجنود مسمومين من جراء شربهم لمياه كانوا قد وضعوها في دانات المدافع الفارغة.[بحاجة لمصدر]

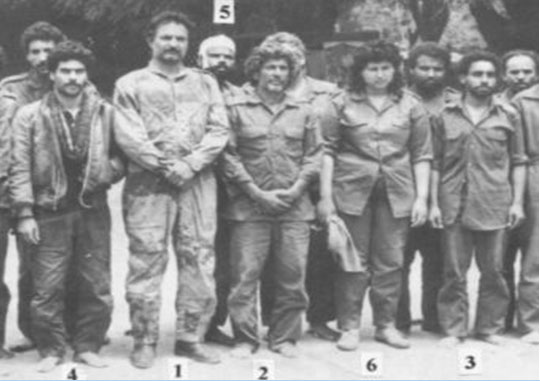
مجموعة من الضباط من الذين أسروا في معارك منطقة وادى الدوم - مارس 1987.

قطاع أوزو هو الأرض الممتدة في شمال تشاد بمحاداة الحدود الليبية، حيث يصل طول الشريط إلى 600 كلم، ويمتد في عمق الجنوب إلى نحو 100 كلم وتبلغ مساحته قرابة 80000 كيلومتر مربع من المنطقة المحاذية لجبال تيبستي الليبية الغنية باليورانيوم والمنجنيز.

## جذور النزاع على قطاع أوزو

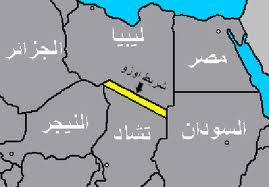
قطاع أوزو الثري.

في عهد المملكة الليبية كانت ليبيا تعتبر قطاع أوزو أراضي ليبية، إذ تعود المنازعات على الشريط إلى بداية الخمسينيات من القرن الماضي، وكان المبرر وقتها بأن سكان الإقليم هم من الذين يدينون بالولاء للحركة السنوسية.
تاريخياً يعود النزاع على إقليم أوزو بين ليبيا وتشاد إلى بدايات سنوات الخمسينات، إذ قالت المملكة الليبية وقتها بأن الإقليم يسكنه السكان الأصليون الذين يعود ولائهم إلى الحركة السنوسية، وقبلها الإمبراطورية العثمانية، وكانت المملكة الليبية تستند إلى اتفاقية بين إيطاليا (برئاسة موسوليني) وفرنسا (رئيس وزرائها بييرلافال) عقدت في يناير عام 1935، وهي الاتفاقية التي تضمنت تنازل فرنسا لإيطاليا عن قطاع أوزو الذي أصبح داخل الحدود الليبية وظهر شريط أوزو ضمن الخارطة الليبية في خرائط رسمت في آواخر الأربعينات من القرن الماضي.
لاحقا اعتمدت ليبيا على معاهدة أخرى وقت حكم العقيد معمر القدافي وقعت في ديسمبر من العام 1972 بين ليبيا و”تمبلباي” رئيس تشاد وقتها، اقر فيها بأحقية ليبيا قطاع أوزو، على أثرها دخلت القوات الليبية إلى الشريط وأصبحت المنطقة تدار بإدارة ليبية، كما قامت الحكومة الليبية بإصدار بطاقات تعريف وكتيبات عائلية ليبية رسمية لكل سكان القطاع الذين أصبحوا إدارياً يتبعون مؤتمر شعبية مرزق في الجنوب الليبي.
كانت ليبيا تسيطر على القطاع سيطرة كاملة منذ العام 1973، ولم تتوقف القوات الليبية عند هذا الحد بل إحتلت شمال تشاد في نهاية السبعينيات، وعملت على تمويل الحركة الثورية التشادية (فرولينا) ضد نظام الرئيس تولمباي.

## تنصيب كوكني وداي رئيساً لتشاد
عام 1983 تحركت القوات الليبية مدججة بالعربات والطائرات وكتائب من المشاة والدبابات على ثلاتة محاور، الأول في اتجاه أبشّة والثاني إلى فايا لارجو والثالث إلى فادا، كانت تلك المحاور بمثابة كمّاشة وقع حسين حبري فريسة لها، ولم يجد أمامه وجيشه إلا الفرار وتجاوز النهر إلى الكاميرون، وهكذا سيطرت القوات الليبية على العاصمة انجامينا.

## المعارك بين كوكني والقذافي وحبري
الحكومة الفرنسية التي نشرت قواتها في تشاد، طلبت من الرئيس كوكني أن يعمل على انسحاب القوات الليبية من تشاد، كانت القوات الليبية قد انسحبت إلى الشمال في ظرف أسبوع وتركت الرئيس كوكني وداي يواجه قدره مع حسين حبري المدعوم بقوات فرنسية، ليجد كوكني نفسه وللمرة الثانية وجهاً لوجه أمام قرار الهروب للجزائر.
خلال تلك الفترة وعلى امتداد 4 سنوات تعرَّض الجيش الليبي إلى الإهمال التام وصل إلى حد شُحّ الغداء، كما وصل الأمر ببعض الضباط والجنود إلى محاولة مغادرة المواقع هائما في الصحراء يتلمّس طريق العودة إلى الوطن، لكن الصحراء لم ترحمهم، وقالت البيانات العسكرية إنهم مفقودون.

## مهاجمة قوات حبري وادي الدوم وإسترداد أوزو
عام 1987 تحرّكت قوات حبري مصحوبة بقوات فرنسية وهاجمت قاعدة وادي الدوم، راح ضحيته 1200 جندي ليبي وتدمير 300 دبابة ومدرعة وتم أسر 250 بين جنود وضباط بينهم قائد المنطقة، عادت القوات الجوية الليبية لاحقا وقصفت قاعدتها في وادي الدوم بنيران جوية كثيفة، كي لا تستفيد قوات حبري من بقايا الطائرات والدبابات ومخازن الأسلحة.

## معركة معطن السارة
كانت القوات التشادية تنهج أسلوب العمليات المباغتة، كما تعتمد على حرب العصابات في الصحراء، تسلّلت القوات التشادية إلى داخل قاعدة معطن السارة في عمق الجنوب الليبي وهاجمتها في معركة قُتل فيها من الجنود الليبيين 1700 جندي وتم أسر ما يربو عن 400 بين جنود وضباط ليبيين، وكان هناك 200 طالب من مدرسة على وريث ومدارس أخرى من طرابلس قد غادروا السارة قبل الغارة بيوم وإلا لكانوا أيضا في عداد القتلى.

## معاناة الأسرى الليبيين
يتحدث الأسرى عن معاناة قاسية، ويقول بعض رفاق الأسرى ان بعضهم لم يعد يعرف مصيرهم حتى الآن، لم يعترف العقيد القدافي بوجود مئات الأسرى الليبين لدي القوات التشادية، وحتى عندما تم ابلاغه بان قائد الجيش الليبي العقيد خليفة حفتر بنفسه موجود ضمن الأسرى، كان القدافي يرّد على الصحفيين ” إذا كنتم تتحدثون عن راعي غنم في الصحراء اسمه حفتر فهذا أعرفه، أنا لا أعرف أحدا بهذا الاسم”.
الرسالة وصلت لحفتر وهو فالأسر، ليقرر في أواخر عام 1987 الانضمام بضباطه وجنوده إلى صفوف الجبهة الوطنية لانقاذ ليبيا المعارضة لنظام القذافي والتي تتخد من أمريكا مقرا لها، حفتر كان قد وصل إلى أمريكا وبقي هناك لأكثر من 20 عاماً وحصل على الجنسية الأمريكية بعدها.

## إحصائية الخسائر
- دارت معركة في محيط أوزو وبردي امتدت من 8 حتى 21 أغسطس عام 1987 قُتل فيها 842 جندي ليبي وتم أسر 122 بمن فيهم القيادات العسكرية للمنطقة.
- دارت معركة حول مدينة فادا في أوائل يناير 1987 قُتل فيها 784 جندي ليبي وفي 23 يناير من نفس العام قُتل 193 جندي ليبي في معركة واحة زوار.
- خلال يومي 19 و 20 مارس من العام 1987 قتل 786 جندي ليبي وتم أسر 121 في معركة بير كوران، ضمن هذا العدد كتيبة من قوات الصاعقة تعدادها 300 مقاتل.
- معركة فايا لارجو التي وقعت يوم 27 مارس 1987 قُتل فيها 274 جندي ليبي ووقع في الأسر 16 أسيرا.
- تعتبر معركة وادي الدوم من أشهر المعارك في الحرب الليبية التشادية، المعركة وقعت يوم 22 مارس 1987 وقٌتل فيها 1269 جندي ليبي، وتمَّ أسر 438 كان من بينهم قائد الجيش خليفة حفتر.

## نهاية الحرب
قررت الأمم المتحدة رفع النزاع عن الطرفين، وحكمت محكمة العدل الدولية بعد مداولتها لصالح تشاد، ليعود الشريط إلى تشاد بعد صراع دام خلّف الآلاف من القتلى والأسرى.
وفي فبراير من العام 1994 أقرّت الحكومة الليبية بتسليم شريط أوزو لتشاد.